# Thomas Boudat
Thomas Boudat (Langon, 24 februari 1994) is een Frans baan- en wegwielrenner.

## Biografie
Bij de jeugd wist hij verschillende grote overwinningen te behalen, zo werd hij in 2012 Europees kampioen in de puntenkoers bij de junioren. Het jaar voordien was hij samen met Marc Fournier, Kévin Lesellier en Marc Sarreau al derde geworden op het WK, individueel werd hij tiende op het omnium. In 2013 kwam hij over naar de beloften. Naast een nieuwe EK-titel in de puntenkoers, won hij samen met Bryan Coquard de ploegkoers. Op het omnium werd hij derde, achter de Deen Casper von Folsach en Jasper De Buyst uit België.
Eind 2013 reed hij voor het eerst het EK bij de elite. Hij reed een fantastische puntenkoers, hij verzamelde 64 punten, goed voor een zilveren plak achter Elia Viviani. Tijdens het daaropvolgende WK verraste hij vriend en vijand door het omnium te winnen, voor Tim Veldt en Viktor Manakov. Een jaar later wilde hij in eigen land zijn titel verdedigen, dit lukte echter niet.
Vanaf 1 januari 2015 verruilde Boudat zijn beloftenteam in voor Team Europcar, een pro-continentale wielerploeg. Hij kwam goed binnen met zijn eerste zege bij de elite, de Classica Corsica.
In 2016 nam Boudat deel aan de Olympische Zomerspelen in Rio. In het omnium eindigde Boudat op de vijfde plaats.

## Baanwielrennen

### Palmares
| Jaar     | FK                                                                   | EK                                | WK                   | Overig                                                              |  |
| Junioren | Junioren                                                             | Junioren                          | Junioren             | Junioren                                                            |  |
| -------- | -------------------------------------------------------------------- | --------------------------------- | -------------------- | ------------------------------------------------------------------- |  |
| 2011     | ploegkoers · ploegenachtervolging                                    | ploegenachtervolging              |                      |                                                                     |  |
| 2012     | (ploegen)achtervolging · ploegkoers · puntenkoers                    | puntenkoers                       |                      |                                                                     |  |
| Beloften |                                                                      |                                   |                      |                                                                     |  |
| 2013     |                                                                      | ploegkoers · puntenkoers · omnium |                      |                                                                     |  |
| 2014     |                                                                      | puntenkoers · ploegkoers          |                      |                                                                     |  |
| 2015     |                                                                      | ploegkoers · ploegkoers           |                      |                                                                     |  |
| 2016     |                                                                      | omnium                            |                      |                                                                     |  |
| Eltie    |                                                                      |                                   |                      |                                                                     |  |
| 2013     | ploegenachtervolging · ploegkoers · omnim · scratch · achtervolging  | puntenkoers                       |                      | Fenioux: puntenkoers L.A.: omnium en scratch                        |  |
| 2014     | ploegenachtervolging · omnium · scratch · achtervolging · ploegkoers |                                   | omnium               | Grenchen: ploegkoers Gent: omnium                                   |  |
| 2015     | ploegenachtervolging · ploegkoers · puntenkoers                      |                                   |                      | Gent: scratch en ploegkoers Cambridge: ploegkoers                   |  |
| 2016     | puntenkoers · scratch · ploegkoers                                   |                                   |                      | WB Hong Kong: omnium Fenioux: puntenkoers WB Eindklassement: omnium |  |
| 2016     | ploegkoers · scratch · puntenkoers · omnium                          |                                   |                      |                                                                     |  |
| 2017     | koppelkoers · scratch · omnium · puntenkoers                         |                                   |                      |                                                                     |  |
| 2018     | scratch · omnium · koppelkoers                                       |                                   |                      |                                                                     |  |
| 2019     |                                                                      |                                   |                      | Zesdaagse van Rotterdam                                             |  |
| 2020     |                                                                      |                                   |                      |                                                                     |  |
| 2021     |                                                                      | afvalkoers                        | ploegenachtervolging |                                                                     |  |
| 2022     |                                                                      | koppelkoers                       |                      |                                                                     |  |
| 2023     | afvalkoers · koppelkoers · omnium · puntenkoers                      |                                   |                      |                                                                     |  |
| 2024     | koppelkoers                                                          | koppelkoers                       |                      |                                                                     |  |

## Wegwielrennen

### Overwinningen
2014
ZLM Tour
2015
Classica Corsica
2017
Grand Prix de Lillers-Souvenir Bruno Comini
3e etappe Internationale Wielerweek
Parijs-Chauny
2018
1e etappe Ruta del Sol
Cholet-Pays de la Loire
2019
Circuit de Wallonie

### Resultaten in voornaamste wegwedstrijden
| Jaar | Ronde van Italië | Ronde van Frankrijk | Ronde van Spanje |
| ---- | ---------------- | ------------------- | ---------------- |
| 2015 |                  |                     |                  |
| 2016 |                  |                     |                  |
| 2017 |                  | 140e                |                  |
| 2018 |                  | 89e                 |                  |
| 2019 |                  |                     |                  |
| 2020 |                  |                     |                  |
| 2021 |                  |                     |                  |
| 2022 |                  |                     |                  |
| 2023 |                  |                     |                  |

| Jaar | Milaan-San Remo | Amstel Gold Race | Brussels Cycling Classic | Parijs-Tours |
| ---- | --------------- | ---------------- | ------------------------ | ------------ |
| 2015 |                 |                  | 29e                      |              |
| 2016 |                 | opgave           | 37e                      | 147e         |
| 2017 |                 |                  |                          | 100e         |
| 2018 |                 |                  | Brons                    |              |
| 2019 |                 |                  |                          |              |
| 2020 | 129e            |                  |                          | 70e          |
| 2021 |                 |                  |                          |              |
| 2022 |                 |                  |                          |              |
| 2023 |                 |                  |                          | opgave       |

### Ploegen
2015 –  Team Europcar
2016 –  Direct Énergie
2017 –  Direct Énergie
2018 –  Direct Énergie
2019 –  Direct Énergie
2020 –  Arkéa-Samsic
2021 –  Arkéa-Samsic
2022 –  Go Sport-Roubaix Lille Métropole
2023 –  Go Sport-Roubaix Lille Métropole
2024 –  Van Rysel - Roubaix
Arashiro · Bernaudeau · Boudat · Coquard · Cousin · Craven · Duchesne · Engoulvent · Gautier · Gène · Guillemois · Hurel · Jeandesboz · Jérôme · Lamoisson · Martinez · Méderel · Morice · Nauleau · Pichot · Quéméneur · Rolland · Sicard · Thévenot · Tulik · Voeckler · Guyot (stagiair) · Krainer (stagiair) · Sellier (stagiair)
Anderson · Boudat · Calmejane · Cardis · Chavanel · Coquard · Cornu · Duchesne · Gène · Grellier · Guillemois · Hurel · Jeandesboz · Morice · Nauleau · Petit · Pichot · Quéméneur · Sicard · Thévenot · Tulik · Voeckler · Gaillard (stagiair) · Ourselin (stagiair) · Sellier (stagiair)
Anderson · Boudat · Calmejane · Cardis · Chavanel · Coquard · Cornu · Duchesne · Gène · Grellier · Guillemois · Hivert · Hurel · Jeandesboz · Morice · Nauleau · Ourselin · Petit · Pichot · Quéméneur · Sicard · Tulik · Voeckler · Burgaudeau (stagiair) · Maitre (stagiair) · Orceau (stagiair)
Boudat · Calmejane · Cardis · Chavanel · Cornu · Cousin · Gaudin · Gène · Grellier · Hivert · Journiaux · Nauleau · Ourselin · Petit · Pichot · Quéméneur · Sellier · Sicard · Taaramäe · Tulik · Gaillard (stagiair) · Orceau (stagiair) · Rivière (stagiair) 
Bonifazio · Boudat · Burgaudeau · Calmejane · Cardis · Cousin · Gaudin · Gène · Grellier · Hivert · Journiaux · Ligthart · Nauleau · Ourselin · Petit · Pichot · Quéméneur · Sellier · Sicard · Taaramäe · Terpstra · Tulik · Turgis
Anacona · Barguil · Bonnamour · Boudat · Bouet · Bouhanni · Declercq · Delaplace · Gesbert · Grondin · Guernalec · Hardy · Jarrier · Le Roux · Ledanois · Louvel · McLay · Noppe · Owsian · Pichon · D. Quintana · N. Quintana · Riou · Rosa · Russo · Swift · Vachon · Welten · Lecamus-Lambert (stagiair) · Vauquelin (stagiair)